# Шёберг, Альф
Альф Шёберг (швед. Alf Sjöberg; 21 июня 1903, Стокгольм — 16 апреля 1980, Стокгольм) — шведский режиссёр театра и кино.

## Биография и творчество
Шёберг считается одним из крупнейших режиссёров в истории шведского театра. В течение пятидесяти лет, в 1930—1980 годах, он был главным режиссёром Королевского драматического театра в Стокгольме, где поставил большое количество спектаклей. Шёберг считается учителем Ингмара Бергмана.
Шёберг также поставил 18 кинофильмов и стал одним из пионеров театра на шведском телевидении. Его телепостановка «Гамлета» (1955) стала важной вехой в истории телевидения Швеции. Жорж Садуль назвал его фильм «Шквал» (1944) тонкой и тщательно продуманной психологической картиной, а про фильм «Небесный путь (1943) писал: «Для этого фильма характерны свежесть и нарастание подъёма, столь типичные для прежних шедевров шведской кинематография».
Шёберг дважды выигрывал главный приз Каннского кинофестиваля, оба раза разделив его с другими режиссёрами. В 1946 году он был удостоен приза за фильм «Травля», ставшей первой сценарной работой Ингмара Бергмана (в тот год главный приз был разделён между одиннадцатью фильмами, то есть почти всеми, бывшими в конкурсной программе), а в 1951 стал лауреатом за фильм «Фрёкен Юлия» вместе с Витторио Де Сика (тот был отмечен за ленту «Чудо в Милане»).
Шёберг погиб в автокатастрофе 16 апреля 1980 года на пути в Королевский драматический театр, где должна была состояться репетиция.

## Постановки в театре Драматен
- 1930: Маркуреллы из Вадчепинга (Яльмар Бергман)
- 1930: Клаус большой и Клаус маленький (Густаф аф Гейерстам)
- 1933: Любовь под вязами (Юджин О'Нил)
- 1940: Много шума из ничего (Шекспир)
- 1944: Венецианский купец (Шекспир)
- 1944: Кровавая свадьба (Ф. Гарсиа Лорка)
- 1946: Двенадцатая ночь (Шекспир)
- 1947: Йун Габриэль Боркман (Генрик Ибсен)
- 1947: Дом Бернарды Альбы (Ф. Гарсиа Лорка)
- 1948-1949: Семейная вечеринка  (Т.С.Элиот)
- 1949: Фрёкен Юлия (Стриндберг)
- 1949: Смерть коммивояжёра (Артур Миллер)
- 1952: Философский камень (Пер Лагерквист)
- 1953: Ромео и Джульетта (Шекспир)
- 1954: Эскориал (Мишель де Гельдерод)
- 1955: Дикая утка (Ибсен)
- 1956: Сон в летнюю ночь (Шекспир)
- 1958: Мера за меру (Шекспир)
- 1959: Власть тьмы (Л.Толстой)
- 1961: Стулья (Ионеско)
- 1961: Король Иоанн (Шекспир)
- 1963: Швейк во Второй мировой войне (Брехт)
- 1964: Как вам это понравится (Шекспир)
- 1965: Мамаша Кураж и её дети (Брехт)
- 1972: Местер Улуф (Стриндберг)
- 1978: Учреждение (Антонио Буэро Вальехо)
- 1980: Школа жён (Мольер)